# Carcinactis dolosa
Carcinactis dolosa är en havsanemonart som beskrevs av Riemann-Zürneck 1975. Carcinactis dolosa ingår i släktet Carcinactis och familjen Sagartiidae. Inga underarter finns listade i Catalogue of Life.